# 너를 사랑하기에 전유나입니다
《너를 사랑하기에 전유나입니다》는 대한민국의 방송국 국방FM에서 방송하는 음악 전문 라디오 프로그램이다.

## 진행
- 전유나

## 코너 소개

### 매일코너
- 랑랑퀴즈
- 맛있는 노래
- 음.짤.감.길
- 월요일 - 내가 품은 드라마&시네마 뮤직
- 화요일 - 채환, 채승호의 생생라이브
- 수요일 - 말하는 대로 듣고 싶은 대로
- 목요일 - 이종성의 음악앨범
- 금요일 - 원더풀 라디오

| 국방FM 평일 프로그램    |                              |                          |
| 이전                    | 너를 사랑하기에 전유나입니다 | 다음                     |
| 국방FM 2시 뉴스         | 너를 사랑하기에 전유나입니다 | 부모님 전상서            |
| 오후 2시 ~ 오후 2시 5분 | 오후 2시 5분 ~ 오후 3시 58분 | 오후 3시 58분 ~ 오후 4시 |
|                         |                              |                          |